# Panama Championship
Het Panama Claro Championship is een golftoernooi dat deel uitmaakt van de Web.com Tour. Het wordt sinds 2004 ieder jaar gespeeld op de Panama Golf Club in Panama City, Panama. Er worden nog enkele toernooien van die Tour buiten de Verenigde Staten gespeeld.

## Winnaars
| Jaar                          | Winnaar                       | Score                         | Score                         | Info                               |
| BellSouth Panama Championship | BellSouth Panama Championship | BellSouth Panama Championship | BellSouth Panama Championship | BellSouth Panama Championship      |
| ----------------------------- | ----------------------------- | ----------------------------- | ----------------------------- | ---------------------------------- |
| 2004                          | Jimmy Walker                  | 273                           | –7                            |                                    |
| 2005                          | Vance Veazey                  | 272                           | –8                            |                                    |
| Movistar Panama Championship  |                               |                               |                               |                                    |
| 2006                          | Tripp Isenhour                | 269                           | –11                           |                                    |
| 2007                          | Miguel Carballo               | 274                           | –6                            |                                    |
| Panama Movistar Championship  |                               |                               |                               |                                    |
| 2008                          | Scott Dunlap                  | 277                           | –3                            |                                    |
| Panama Digicel Championship   |                               |                               |                               |                                    |
| 2009                          | Vance Veazey po               | 273                           | –7                            | Won de play-off van Garrett Willis |
| Panama Claro Championship     |                               |                               |                               |                                    |
| 2010                          | Fran Quinn                    | 265                           | –15                           |                                    |
| 2011                          | Mathew Goggin                 | 269                           | –11                           |                                    |
| 2012                          | Edward Loar                   | 276                           | –4                            |                                    |
| 2013                          | Kevin Foley                   | 272                           | –8                            |                                    |
| 2014                          | Carlos Ortiz                  | 268                           | –12                           |                                    |

| Toernooirecord |  | po = winnaar na play-off |